# Crenidorsum commune
Crenidorsum commune là một loài côn trùng cánh nửa trong họ Aleyrodidae, phân họ Aleyrodinae.
Crenidorsum commune được Russell miêu tả khoa học đầu tiên năm 1945.